# Madarassy-Beck Miksa
Báró madarasi Madarassy-Beck Miksa, 1911-ig Beck (Madaras, 1838. május 4. – Budapest, 1924. március 9.) bankár, közgazdász. Madarassy-Beck Marcell apja és Madarassy-Beck Nándor testvére.

## Élete
Beck Dávid és Berger Sára fia. Kereskedelmi tanulmányait Pesten végezte. Pályafutását a J. G. Cohen cég pesti bankházának alkalmazottjaként kezdte, 1864-től cégvezető volt. 1869-ben a Malvieux bankházból alakult Magyar Leszámítoló és Pénzváltó Bank Rt. igazgatója, 1870-től kezdve vezérigazgatója, 1899-től elnöke volt. Pénzintézetét a vezető nagybankok sorába emelte. Meghonosította a közraktár intézményt és részt vett számos iparvállalat és pénzintézet megalapításában. Tagja volt a Budapesti áru- és értéktőzsde tanácsának. 1894-ben az uralkodó III. osztályú Vaskorona-renddel tüntette ki a köz- és államgazdaság, valamint a közügyek terén szerzett érdemei elismeréséül. Mint a rendszer egyik pénzügyi támasza 1911-ben bárói címet kapott és ekkortól a Madarassy-Beck kettős nevet használta.
Sírja a Salgótarjáni utcai zsidó temetőben található.

## Családja
Házastársa Netter Malvin (1852–1932) volt, akit 1871. október 10-én Pesten vett nőül.
Gyermekei
- madarasi Madarassy-Beck Marcell (1873–1945) elnök-vezérigazgató, országgyűlési képviselő. Felesége Weiss Jolán (1882–1935).
- madarasi Beck Albert (1874–1900) jogász, huszárhadnagy.
- madarasi Madarassy-Beck Margit (1878–1949).[9] Férje nagyhantai Dobay Aurél (1871–1946) ügyvéd, bankigazgató.
- madarasi Madarassy-Beck Irén (1880–1944). Férje Hönich Henrik (1867–1926) a Concordia-malom vezérigazgatója.
- madarasi Madarassy-Beck Sarolta (1881–1956). Férje Chrambach Frigyes Károly (1878–1944) mérnök.